# Quán chúng Tần Lĩnh
Cyrtomium tsinglingense là một loài thực vật có mạch trong họ Dryopteridaceae. Loài này được Ching & K.H. Shing miêu tả khoa học đầu tiên năm 1965.